# Leaellynasaura
Leaellynasaura var ett släkte dinosaurier i infraordningen Ornithopoda.
Hittills är bara en art känd, L. amicagraphica, som var 60 till 90 cm lång. Andra besläktade dinosaurier som till exempel Hytorodontosaurus, var 3 meter långa och 1 meter höga. Leaellynasaura levde i Australien för cirka 105 miljoner år sedan.

## I kultur
Hittills är Leaellynasaura förmodligen mest känd för sitt framträdande i BBC:s TV-serie Dinosauriernas tid, där de är kvicka små byten åt köttätande allosaurider.